# مجله انجمن سرامیک آمریکا
مجله انجمن سرامیک آمریکا (به انگلیسی: Journal of the American Ceramic Society) یکی از مجلات تخصصی انجمن سرامیک آمریکا است که از سال ۱۹۱۸ چاپ می‌شود. این مجله در سال ۲۰۰۷ بیشترین ضریب تاثیر (۱٫۷۹۲) را در بین ۲۵ مجله ISI در شاخهٔ سرامیک داشته‌است. این مجله توسط انتشارات بلک‌ول چاپ می‌شود.